# Callia pulchra
Callia pulchra là một loài bọ cánh cứng trong họ Cerambycidae.